# Grondwet van de Sovjet-Unie (1977)
De grondwet van de Sovjet-Unie uit 1977, officieel de Grondwet van de Unie van Socialistische Sovjetrepublieken, was een grondwet van de Sovjet-Unie die op 7 oktober 1977 werd aangenomen. 
De grondwet van 1977, ook bekend als de grondwet van Brezjnev of de grondwet van het ontwikkelde Socialisme, was de derde en laatste grondwet van de Sovjet-Unie, unaniem aangenomen tijdens de 7e (speciale) zitting van de negende oproeping van de Opperste Sovjet en ondertekend door de voorzitter van het presidium Leonid Brezjnev. De grondwet van 1977 verving de grondwet van 1936 en de Sovjet-feestdag van de Dag van de Grondwet van de USSR werd verschoven van 5 december naar 7 oktober.
In de preambule van de grondwet van 1977 stond dat "de doelstellingen van de dictatuur van het proletariaat waren vervuld, en dat de Sovjetstaat de staat van het hele volk is geworden" en niet langer alleen de arbeiders en boeren vertegenwoordigde. De grondwet van 1977 breidde de reikwijdte van de constitutionele regulering van de samenleving uit in vergelijking met de grondwetten van 1924 en 1936. Het eerste hoofdstuk definieerde de leidende rol van de Communistische Partij van de Sovjet-Unie en stelde de organisatorische principes voor de staat en de regering vast. Artikel 1 definieert de USSR als een socialistische staat, net als alle voorgaande grondwetten:

De Unie van Socialistische Sovjetrepublieken is een socialistische staat van het hele volk, die uitdrukking geeft aan de wil en belangen van de arbeiders, boeren en intelligentsia, de werkende mensen van alle naties en nationaliteiten van het land.

De grondwet van 1977 was lang en gedetailleerd en bevatte achtentwintig artikelen meer dan de Sovjetgrondwet van 1936, en definieerde expliciet de verdeling van de verantwoordelijkheden tussen de centrale regering in Moskou en de regeringen van de republieken. In latere hoofdstukken werden principes vastgelegd voor economisch management en culturele betrekkingen. De grondwet van 1977 bevatte artikel 72, dat het officiële recht verleende aan deelrepublieken om zich af te scheiden van de Sovjet-Unie, zoals beloofd in eerdere grondwetten. In de artikelen 74 en 75 werd echter gesteld dat wanneer een Sovjet-kiesdistrict wetten invoerde die in strijd waren met de Opperste Sovjet, de wetten van de Opperste Sovjet elk juridisch verschil zouden vervangen, maar dat de wet van de Unie die de afscheiding regelde pas in de laatste dagen van de Sovjet-Unie werd ingevoerd.
Artikel 74. De wetten van de USSR zullen dezelfde kracht hebben in alle republieken van de Unie. In het geval van een discrepantie tussen een wet van de Unie-Republiek en een wet van de hele Unie, prevaleert het recht van de USSR.
Artikel 75. Het grondgebied van de Unie van Socialistische Sovjetrepublieken is één enkele entiteit en omvat de grondgebieden van de Republieken van de Unie. De soevereiniteit van de USSR strekt zich uit over haar hele grondgebied.
De grondwet van 1977 werd ingetrokken na de ontbinding van de Sovjet-Unie op 26 december 1991 en de post-Sovjetstaten namen nieuwe grondwetten aan. Artikel 72 zou een belangrijke rol spelen bij de ontbinding, ondanks de lacune in de Sovjetwet, die uiteindelijk onder druk van de republieken in 1990 werd opgevuld.